# 서울특별시청 사이클팀
서울특별시청 사이클팀은 대한민국 서울특별시를 연고로 하는 사이클단이다. 2008년에 창간되었다.